# تایگر سوئد
تایگر سوئد (انگلیسی: Tiger of Sweden) شرکت پوشاک سوئدی است، که در سال ۱۹۰۳ تأسیس شد.